# Adolfo Araiz Flamarique
Adolfo Araiz Flamarique (Tafalla, 28 de desembre de 1961) és un advocat i polític basc, des de 2015 portaveu d'Euskal Herria Bildu al Parlament de Navarra.

## Biografia
L'any 1984 es va llicenciar en Dret a la Universitat de Saragossa i el 1986 es va col·legir com a advocat, professió que ha exercit des de llavors. L'any 2001 es va doctorar per la Universitat Pública de Navarra.
Entre 1987 i 1991 va ser regidor de l'ajuntament de Tafalla per Herri Batasuna (HB). A les eleccions de 1991 va resultar triat diputat al Parlament de Navarra per HB, i a les eleccions de 1995 va ser reelegit, càrrec que va exercir fins al desembre de 1997. Durant el seu mandat de parlamentari va ser designat membre de la representació navarresa a la Comissió Negociadora del Conveni Econòmic amb l'Estat i de la Junta de Transferències. Va ser membre de la Mesa Nacional d'HB entre els anys 1991 i 1997, i al desembre d'aquell últim any va ingressar a la presó condemnat per col·laboració amb banda armada, dictada pel Tribunal Suprem espanyol contra els 23 membres de la Mesa Nacional, sentència que posteriorment seria anul·lada pel Tribunal Constitucional espanyol, fet que no va impedir que romangués empresonat fins al 20 de juliol de 1999.
L'any 2002 va obtenir la plaça de gerent a la Mancomunitat de Sakana i, tres anys després, el 2005, la d'interventor. Al setembre de 2014 va sol·licitar l'excedència voluntària del càrrec després de ser designat, a proposta de Sortu, cap de llista de la candidatura d'Euskal Herria Bildu per a concórrer a les eleccions al Parlament de Navarra de 2015.